# Teratorhabditis coroniger
Teratorhabditis coroniger är en rundmaskart. Teratorhabditis coroniger ingår i släktet Teratorhabditis och familjen Rhabditidae. Inga underarter finns listade i Catalogue of Life.